# Швидкісна залізниця Вендлінген — Ульм
Високошвидкісна лінія Вендлінген — Ульм — високошвидкісна залізниця в Німеччині, повністю в межах землі Баден-Вюртемберг. Лінія перетинає гірський масив Швабська Юра, потяги рухаються зі швидкістю до 250 км/год.
Лінія була офіційно відкрита 9 грудня 2022 року на офіційній церемонії за участю керівника Deutsche Bahn та кількох місцевих політиків.

Лінія здебільшого прямує паралельно автомагістралі A8, з'єднуючи Ной-Ульм на сході та Штутгарт на заході.
Зараз Штутгарт-Головний перебудовується в межах проєкту Штутгарт 21.
Будучи частиною нової та модернізованої лінії Штутгарт — Аугсбург, лінія Вендлінген — Ульм є складовою частиною магістралі для Європи від Парижа до Будапешта, яка підтримується Європейським Союзом як частина його Транс'європейських мереж.
Європейський Союз профінансував до 50 відсотків етапу планування проєкту та десять відсотків вартості його будівництва.

## Маршрут
Лінія скоротила час у дорозі для високошвидкісного руху між Штутгартом і Ульмом до 28 хвилин замість попередніх 54 хвилин, припускаючи, що в аеропорту Штутгарта не буде зупинки.
Цей проєкт був частиною концепції Deutsche Bahn Netz 21 (мережа 21), яка передбачає скорочення часу в дорозі між Франкфуртом і Мюнхеном з понад трьох з половиною годин нині до двох з половиною годин у майбутньому.
Однак цього часу можна досягти лише в обхід Мангейма на запропонованій високошвидкісній залізничній лінії Рейн/Майн–Рейн/Неккар, що дозволило б скоротити час у дорозі між Франкфуртом і Штутгартом до однієї години.
27,1 км з 58-кілометрової лінії пролягають у семи двотрубних тунелях.
Орієнтовна вартість будівництва в 2 мільярди євро залежить від складної геології, через яку проходитимуть тунелі.